# Mehmet Öz
Mehmet Cengiz Öz (ur. 11 czerwca 1960 w Cleveland (Ohio) – amerykański kardiochirurg, torakochirurg i działacz polityczny pochodzenia tureckiego. Bywał częstym gościem jednego z najpopularniejszych programów telewizyjnych w USA – „The Oprah Winfrey Show”. Pojawiał się również w programie Larry King, w CNN i innych.
Firma Winfrey, Harpo Productions, wraz z Sony Pictures produkuje talk-show z Mehmetem Özem w roli głównej. Nosi on nazwę "The Dr. Oz Show", a jego emisja rozpoczęła się pod koniec roku 2009.

## Życiorys
Öz urodził się w Cleveland, Ohio, w tureckiej rodzinie. Jego ojcem jest prof. dr Mustafa Öz, matką jest Suna, a żoną pisarka i mistrzyni Reiki Liza Öz. Mehmez Öz ma dwie młodsze siostry - Seval Öz Ozveren i Nazlim Öz.
Öz uczył się w Tower High School w Wilmington, Delaware. W roku 1982 ukończył Harvard. W 1986 uzyskał tytuł doktora medycyny oraz MBA na University of Pennsylvania School of Medicine oraz The Wharton School.
Öz jest profesorem chirurgii serca na Uniwersytecie Columbia. Kieruje „Heart Assist Device Program” oraz jest założycielem „Complementary Medicine Program” w szpitalu prezbiteriańskim w Nowym Jorku. Jego badania dotyczą m.in.: operacji serca i polityki prozdrowotnej. Jest autorem ponad 350 publikacji, rozdziałów książek, streszczeń i książek. Jest również autorem kilku patentów.
Öz jest założycielem i przewodniczącym HealthCorps, organizacji non-profit, która opłaca niskie stypendia osobom, które niedawno ukończyły studia, aby spędzili dwa lata w szkołach średnich ucząc o zdrowiu, odżywianiu oraz kondycji fizycznej.
Öz był również dyrektorem Siga Technologies od kwietnia 2001 roku.
W 2022 wygrał prawybory Partii Republikańskiej i został kandydatem na senatora III klasy ze stanu Pensylwania, uzyskał poparcie m.in. byłego prezydenta Donalda Trumpa. W wyborach zdobył 46,3% poparcia i został pokonany przez demokratę Johna Fettermana.

## Autor
Öz jest autorem wielu książek, wśród których należy wyróżnić Healing from the Heart i jego trzecią książkę, napisaną wraz z dr. M. Roizenem - YOU: The Owner’s Manual: An Insider’s Guide to the Body That Will Make You Healthier and Younger wydanej w maju 2005 roku, która znalazła się na liście bestsellerów The New York Times. Jego ostatnia książka to YOU: Being Beautiful, również napisana wspólnie z dr. Roizenem.

## Książki i publikacje
- YOU: Being Beautiful: The Owner's Manual to Inner and Outer Beauty, Michael F. Roizen, Mehmet C. Oz, 2008, ISBN 1-4165-7234-1.
- YOU: Staying Young: The Owner's Manual for Extending Your Warranty, Michael F. Roizen, Mehmet C. Oz, 2007, ISBN 0-7432-9256-1.
- YOU: On A Diet: The Owner's Manual for Waist Management, Michael F. Roizen, Mehmet C. Oz, 2006, ISBN 0-7432-9254-5.
- YOU: The Smart Patient: An Insider's Handbook for Getting the Best Treatment, Michael F. Roizen, Mehmet C. Oz, 2006, ISBN 0-7432-9301-0.
- YOU: The Owner's Manual: An Insider's Guide to the Body that Will Make You Healthier and Younger, Michael F. Roizen, Mehmet C. Oz, 2005, ISBN 0-06-076531-3.
- Complementary and Alternative Cardiovascular Medicine: Clinical Handbook, Richard A. Stein (Editor), Mehmet C. Oz (Editor), 2004, ISBN 1-58829-186-3.
- Healing from the Heart: A Leading Surgeon Combines Eastern and Western Traditions to Create the Medicine of the Future, Mehmet Oz, Ron Arias, Dean Ornish, 1999, ISBN 0-452-27955-0.
- Minimally Invasive Cardiac Surgery. 2003.
- artykuły w Newsweek, O Magazine, Esquire Magazine oraz New England Journal of Medicine[potrzebny przypis]

## Programy telewizyjne
- „Second Opinion with Dr. Oz” w Discovery Health
- „Life Line” w Discovery Health
- „Daily Rounds” w Discovery Health
- „The Truth About Food” w Discovery Health
- „National Body Challenge” w Discovery Health
- „You: On a Diet” w Discovery Health
- „Ask Dr. Oz” w The Oprah Winfrey Show
- „AccentHealth” w Turner Private Networks
- „The Colbert Report” w Comedy Central
- „Jeopardy!” - gościnny prowadzący 10 odcinków (2021)

## Radio
25 września 2006 roku Öz dołączył do Oprah Winfrey jako regularny współpracownik w programie Oprah & Friends.

## Nagrody i wyróżnienia
- „44 najbardziej wpływowych naukowców i myślicieli 2008 roku” według Time
- umieszczony na liście „Lekarze roku” Hipocrates Magazine
- umieszczony na liście „Uzdrowicieli milenium” Healthy Living Magazine
- umieszczony na liście „Najlepsi lekarze roku” New York Magazine
- umieszczony na liście „Castle Connoly Guide”
- uznany „Globalnym liderem jutra” na zjeździe World Economic Forum w 1999 roku
- nagroda „Książki dla lepszej Ameryki” za jego „Healing from the Heart” w 1999 roku